# Maisonnette de vigne

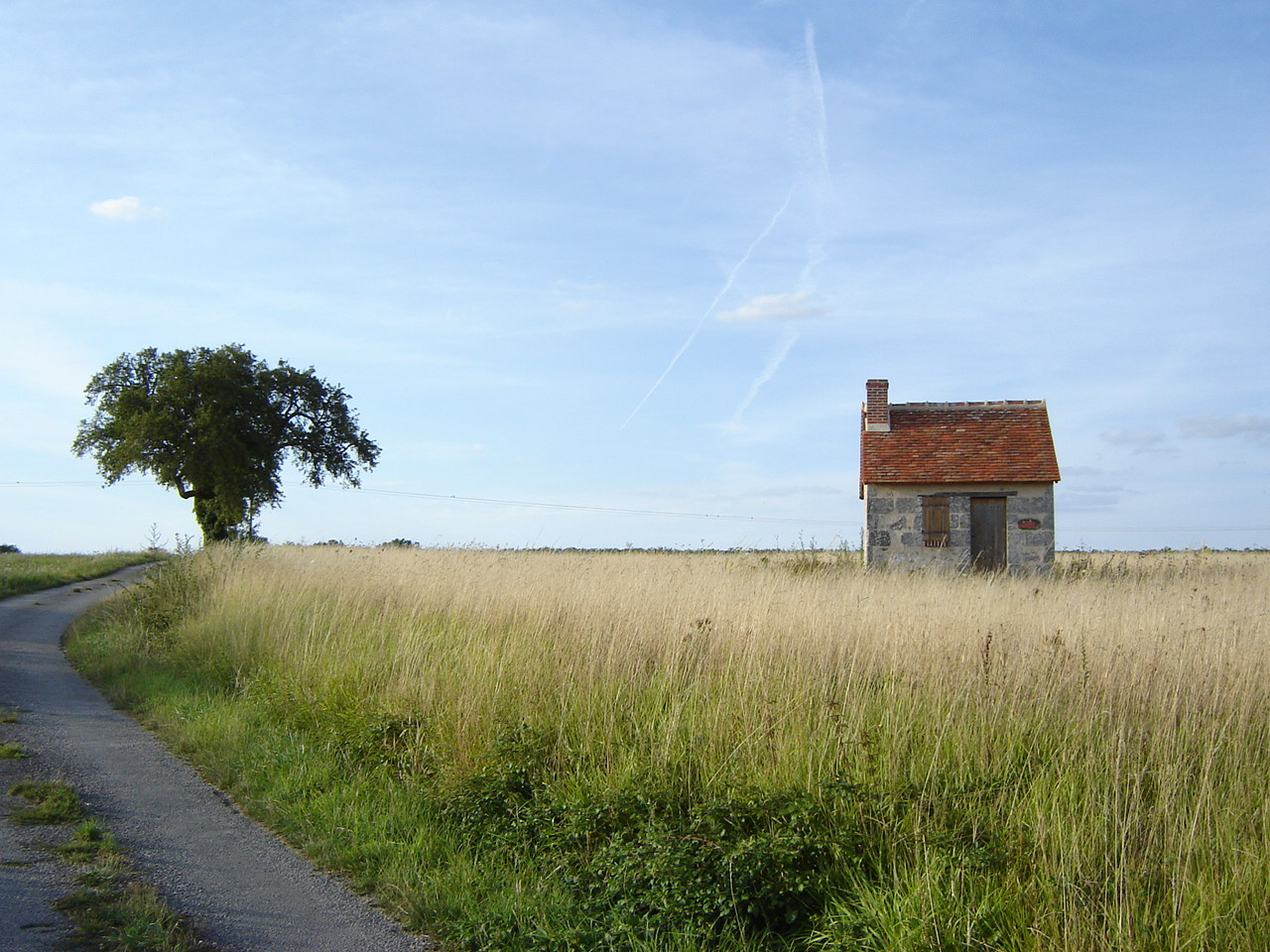
Maisonnette de vigne restaurée sur la commune de Yzeures-sur-Creuse (Indre-et-Loire). Elle est désignée localement sous le nom de « loge de vigne », dénomination générale qui s'applique aussi aux cabanes de vigne construites en pierre sèche.

Une maisonnette de vigne est un petit bâtiment en dur édifié dans une parcelle cultivée en vigne pour servir d'habitation temporaire ou saisonnière et de remise à outils lors des façons de la vigne et des vendanges. Elle constitue une dépendance lointaine de la ferme ou de la maison villageoise. C'est la variante viticole de la maisonnette des champs.
Avec la cabane de vigne en pierre sèche ou en matériaux végétaux, la maisonnette de vigne fait partie des dépendances éloignées. Mais faisant appel pour sa construction à plusieurs corps de métier (maçon, charpentier, couvreur) et représentant un investissement plus important que la simple cabane, elle se situe à un niveau plus élevé dans la hiérarchie de la petite architecture agricole.

## Description

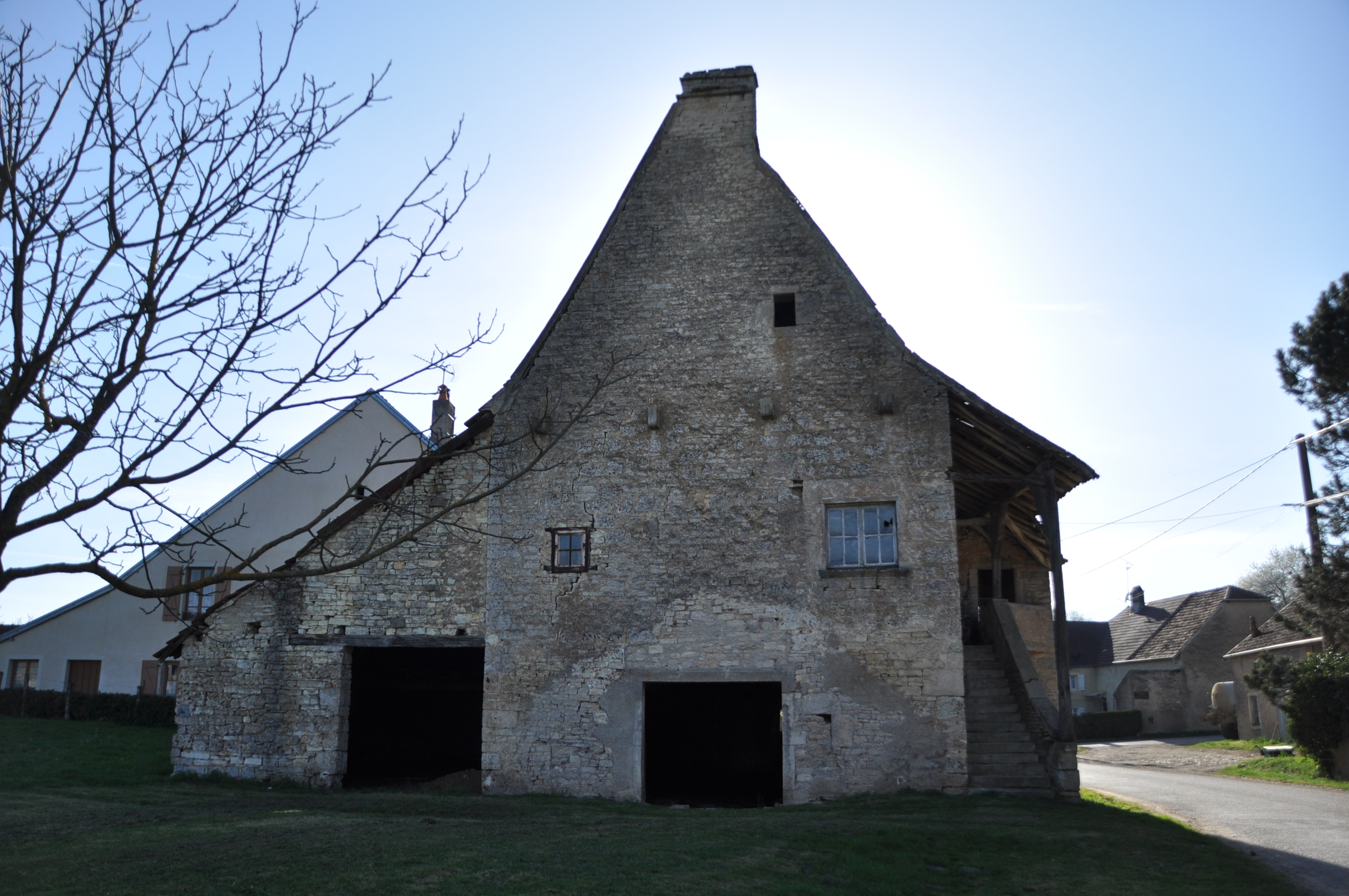
Maison de vigneron à Chevigney (Haute-Saône). Parfois appelée « maison de vigne » dans certaines régions, la « maisonnette de vigne » ne doit pas être confondue avec la « maison de vigneron », grande bâtisse à étage d'habitation sur rez-de-chaussée utilitaire, avec escalier extérieur et galerie en gouttereau, que l'on rencontre dans les régions viticoles.

### Plans

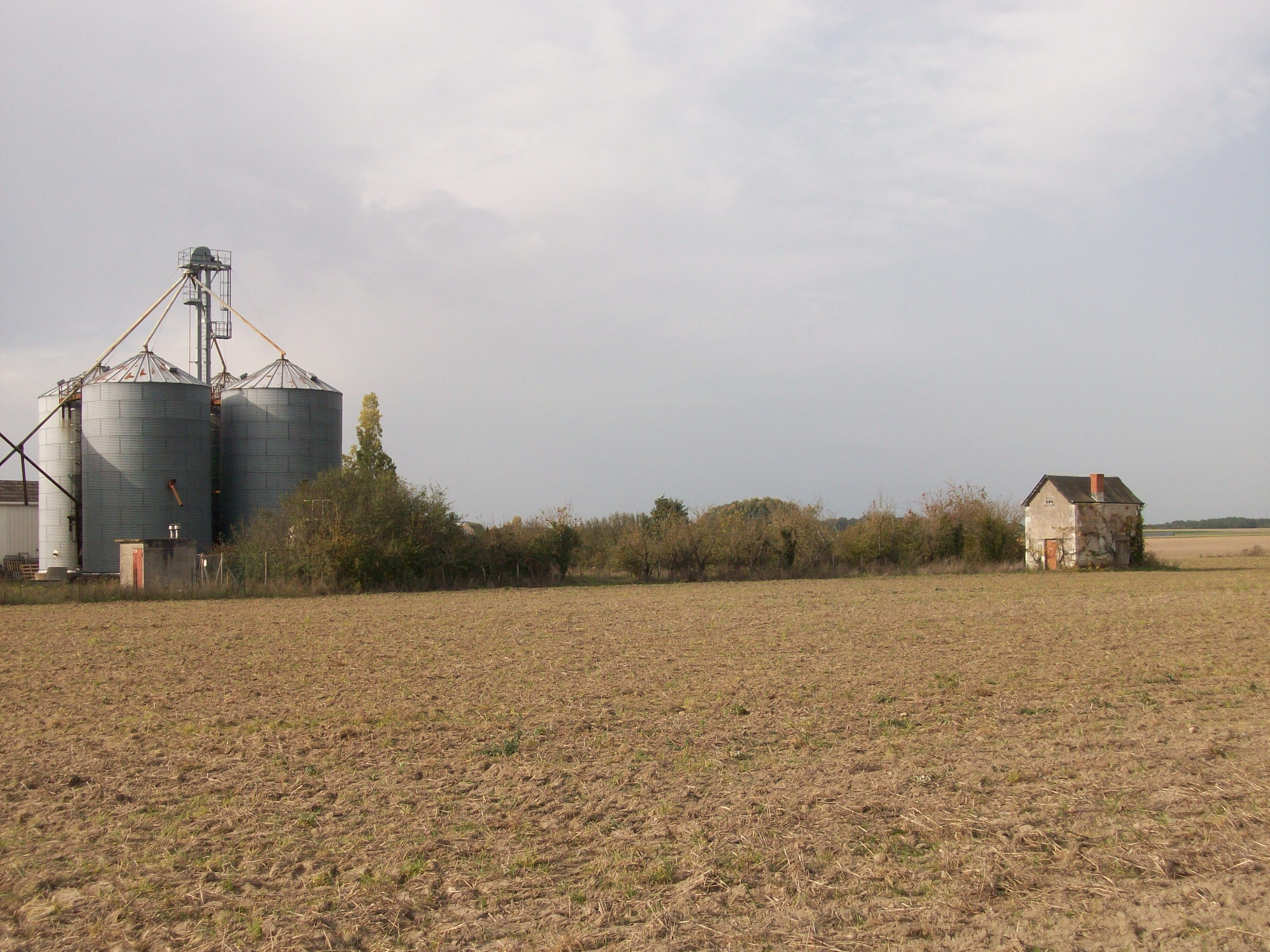
Maisonnette de vigne à étage à Sepmes (Indre-et-Loire), dite aussi loge de vigne.

La plupart des maisonnettes de vigne sont des bâtiments à pièce unique, de plan rectangulaire ou carré, aux murs en pierres ou en briques liées au mortier. Elles peuvent comporter intérieurement un étage avec un plancher ou une simple mansarde. Certaines possèdent un toit ou une deuxième pièce servant d'écurie pour un cheval ou un âne, avec leur mangeoire.
Dans l'Uzège, Nicole Jourdan et al. notent que les dimensions au sol sont de 3,50 m sur 3,75 m pour les maisonnettes les plus petites et 5 m sur 6 m pour les plus grandes, avec une hauteur estimée variant entre 3,50 m et 6,50 m.

### Toitures
La plupart des maisonnettes ont une toiture à deux versants mais certaines, moins fréquentes, ont un toit à un seul versant. D'autres encore sont à quatre versants (en pavillon), signe d'une charpente plus élaborée.
Sur les maisonnettes à toiture à deux versants, la charpente se réduit à des chevrons portés par une panne faîtière et, si la profondeur l’exige, par une panne intermédiaire de chaque côté en plus de la panne faîtière. Sur les maisonnettes à un versant, la charpente se réduit à des chevrons dont les extrémités reposent sur les gouttereaux opposés.
Les matériaux de couverture sont principalement la tuile plate, l'ardoise, la lause, la tuile creuse.

### Baies
Les ouvertures se limitent le plus souvent à l'entrée et à une fenêtre ménagée dans un des murs bien exposés. Dans le Berry, la fenêtre, ou « bouinotte », est fermée par un volet.

### Aménagement intérieur
La maisonnette se distingue de la cabane par la présence d'aménagements plus nombreux et plus élaborés, notamment une cheminée, des niches murales, voire un évier. La cheminée est souvent d'angle, avec un manteau constitué d'une grosse dalle ou d'une poutre ancrée dans les murs.
Comme l’eau est indispensable pour la culture de la vigne (elle sert à faire la bouillie bordelaise pour le sulfatage), la maisonnette peut disposer d'un puits sinon d'une citerne extérieure alimentée par l'eau de pluie provenant de la toiture.

### Outils et matériel
La maisonnette de vigne abrite, outre les hommes et éventuellement une bête, les outils et le matériel de la viticulture : pioches, sécateurs, pinces, piquets, fil de fer, pulvérisateur.

## Régions à maisonnettes de vigne
La plupart des régions viticoles françaises ont connu, au XIXe siècle, une floraison de maisonnettes de vigne jusqu'à la destruction des vignobles par le phylloxéra dans la deuxième moitié du siècle. Le nom de ces petits édifices varie d'un vignoble à l'autre.
| Nom              | Aire                                                      |
| ---------------- | --------------------------------------------------------- |
| Cazot            | Pyrénées-Orientales                                       |
| Choquette        | Ballan-Miré (Indre-et-Loire)                              |
| Grangeon         | Bugey, Arbois                                             |
| Loubite / Lubite | Vallée du Cher, Touraine                                  |
| Maset / Mazet    | Gard, Hérault, Cévennes                                   |
| Sarto / Sartot   | Savoie,                                                   |
| Tonne            | Clermont-Ferrand (Puy-de-Dôme)                            |
| Vide-bouteille   | Agen et Villeneuve-sur-Lot (Lot-et-Garonne), Loir-et-Cher |

### Ancien vignoble de Cahors
Les maisonnettes de vigne de l’ancien vignoble de Cahors sont des constructions maçonnées qui se dressent au milieu des vignes en friche sur les coteaux de part et d’autre de la rivière Lot. Elles consistent en une pièce rectangulaire ou carrée coiffée d’un toit à double pente couvert de tuiles creuses. Dotées d’aménagements et d’un mobilier sommaires, elles pouvaient servir de logement temporaire aussi bien que de resserre-à-outils et d’abri contre les intempéries. Leur construction remonte au XIXe siècle. Elles constituent l'équivalent des vide-bouteilles d'Agen et de Villeneuve-sur-Lot et des tonnes maçonnées de Clermont-Ferrand.

### Bas Limousin
À Voutezac, en Corrèze, au XIXe siècle, les maisonnettes de vigne appartenaient aux montanhiers, des gens qui habitaient Orgnac ou ailleurs, dans un rayon de 10 km, et qui avaient leur vigne à Voutezac. Quand ces montanhiers passaient la journée dans leur parcelle, la maisonnette constituait leur pied-à-terre. Ils pouvaient, en cas de mauvais temps, s'y réfugier, ou, par temps de grosse chaleur, y faire la sieste, car pour venir d'Orgnac il fallait se lever de bonne heure. Ils y entreposaient des outils et récupéraient l'eau de pluie dans une citerne alimentée par la toiture pour les traitements.

### Bourgogne

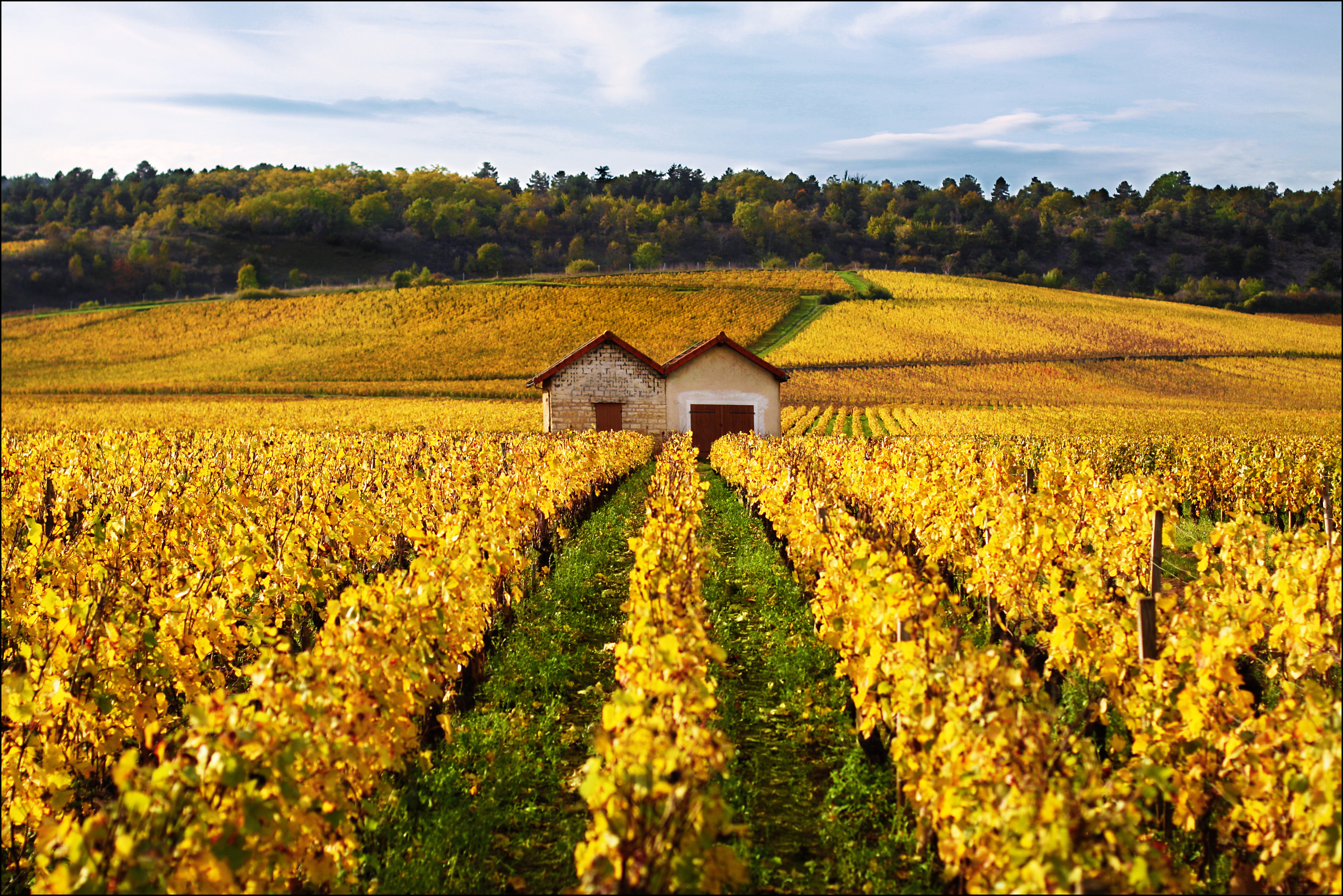
Maisonnettes de vigne en Bourgogne.

En Bourgogne, les maisonnettes de vigne à un ou deux versants ont une couverture de lauses reposant sur une charpente.

### Uzège et bas Vivarais

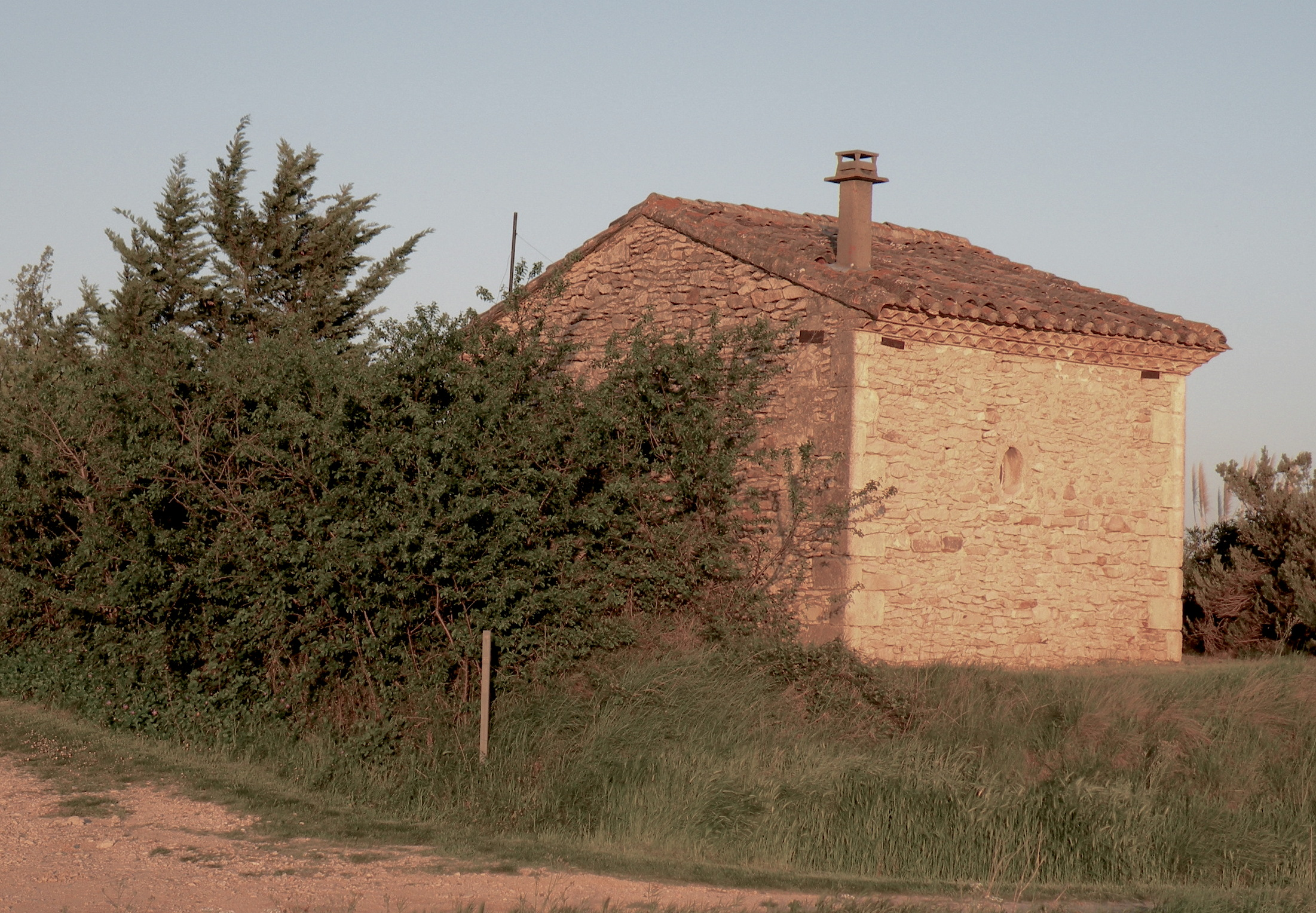
Mazet très élaboré à Nages-et-Solorgues (Gard)

Les bâtiments portant le nom de mazet (ou maset), dans l'Uzège (Gard) ou dans l'Ardèche méridionale, relèvent de la maisonnette champêtre ou viticole. 
Au XIXe siècle, ils étaient l’auxiliaire indispensable du travail agricole dans les zones d’habitat groupé (les villages) mais aussi dans celles d’habitat dispersé (les mas). Les parcelles cultivées éloignées justifiaient la présence d’un maset pour ranger les outils, abriter les hommes et bêtes en cas d’orage, serrer provisoirement la récolte. 
À leur utilité agricole ou viticole, ils joignent parfois leur usage pour des parties de campagne en famille ou entre amis et voisins à la fin du XIXe siècle ou au début du XXe siècle,.

### Centre-Val de Loire

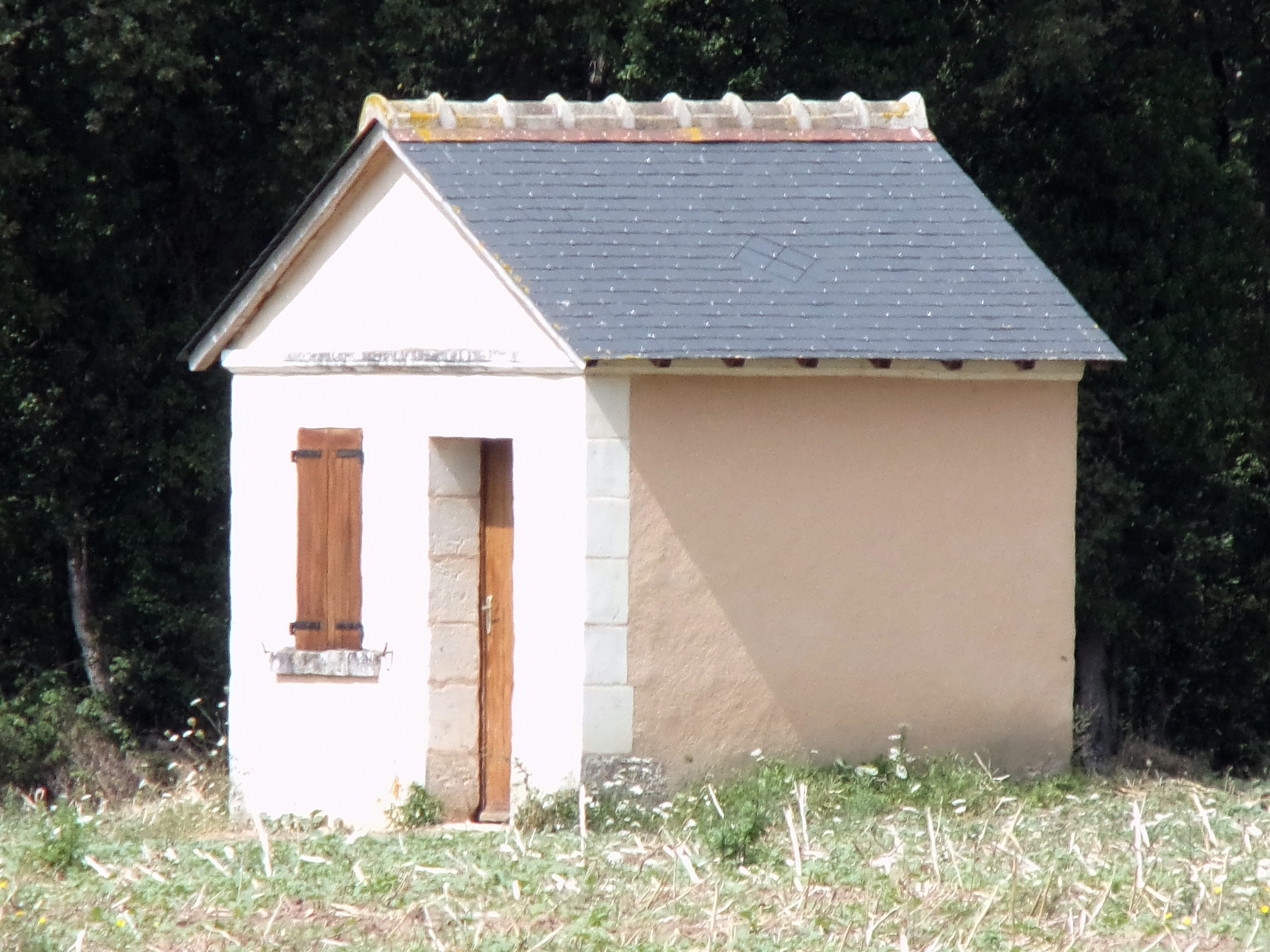
Loge de vigne restaurée à Courçay (Indre-et-Loire).

Popularisées sous le vocable de « loges », d'anciennes maisonnettes de vigne sont signalées dans les départements de l'Indre, de l'Indre-et-Loire, du Loir-et-Cher et du Cher.
En Touraine, le nom vernaculaire authentique est « loubite » (ou « lubite »). 
La loubite permettait au vigneron de manger sur son lieu de travail et de s’abriter du froid et des orages. 
Le phylloxéra ayant frappé la vigne dans les années 1880, on peut en déduire que leur construction n'est pas postérieure à cette décennie.
Si une loge de vigne de Courçay a été restaurée et une autre, de Perrusson, démontée, transférée et remontée, la plupart sont à l'abandon quand elles n'ont pas disparu.

### Bugey

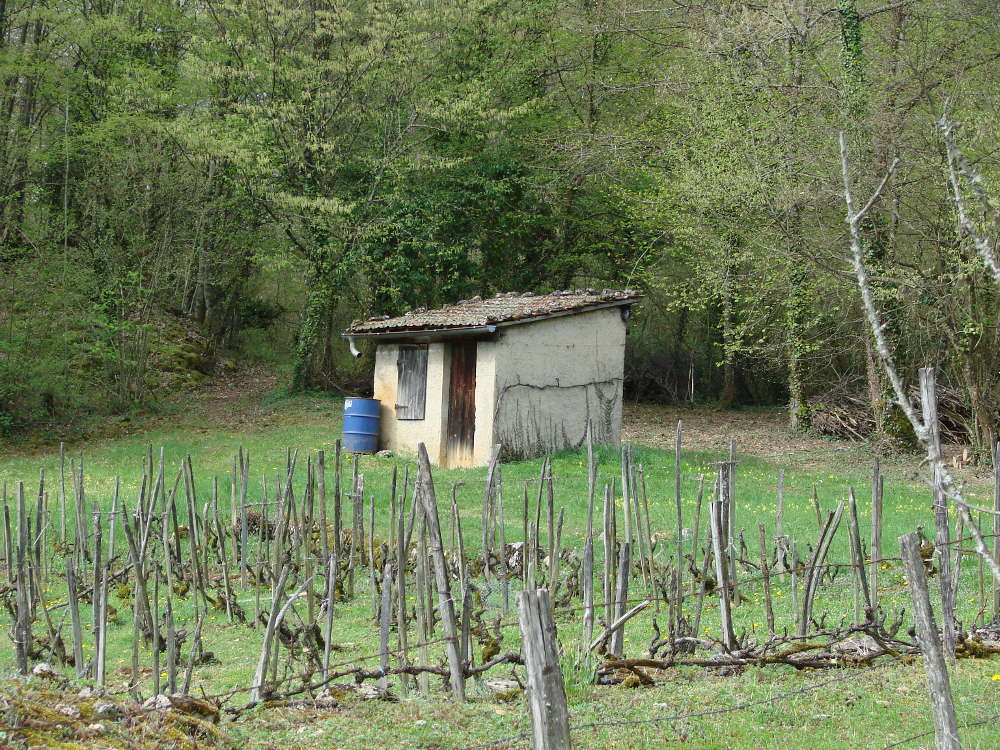
Grangeon bugeysien minimaliste.

Un grangeon est, en Bugey, un ancien bâtiment à usage viticole édifié dans une vigne éloignée du village. Il servait d'abri au pressoir et aux outils du vigneron.
Le grangeon possédait des murs de pierres maçonnées, une charpente de bois, un toit de tuiles, parfois un étage mansardé. Les plus grands disposaient d'une pièce pour abriter un cheval ou un mulet pendant la nuit.
Il servait également de dortoir au vigneron lorsque les travaux de la vigne obligeaient celui-ci à rester plusieurs jours sur place. C'était aussi le lieu de rassemblement lors de la vendange. Outre ses fonctions techniques, le grangeon, dans la deuxième moitié du XIXe siècle, était un lieu où les vignerons se retrouvaient entre eux pour boire et chanter.
Les derniers grangeons bugistes ne servent plus guère aux vignerons et certains n'ont plus vu de vignes depuis des décennies. La plupart ont été aménagés en résidences secondaires.

### Savoie
Le sartot, sarto ou sartos, est un cellier construit dans une vigne et utilisé de façon temporaire. Il remplaçait la maison familiale, souvent éloignée de plusieurs heures de marche.
Le sartot était composé généralement de trois niveaux : une cave semi-enterrée où l'on entreposait les ustensiles nécessaires à la vinification et les tonneaux de vin, une pièce dotée des aménagements nécessaires à la vie quotidienne et où l'on mangeait et dormait, et un grenier où l'on serrait les provisions.
En usage jusqu'au début des années 1960, la plupart des sartots ont été abandonnés et vendus à des particuliers qui les ont transformés en résidences secondaires.